# 史芳
史芳（1437年—？），字世馨，直隸保定府易州人，明朝政治人物。進士出身。

## 生平
順天府鄉試第五十八名。天順八年（1464年）甲申科會試第一百二十一名，殿試登進士第三甲第一百六十二名。

## 家族
曾祖父史七公。祖父史剛。父亲史泰，曾任兵馬副指揮。